# ۳۵ عقاب
۳۵ عقاب یک ستاره است که در صورت فلکی عقاب قرار دارد.